# Carl Breus
Carl Breus oder Karl Breus (* 12. April 1852 in Wien; † 15. Juni 1914 in Latschach) war ein österreichischer Gynäkologe und Geburtshelfer, der ab 1900 klassische Arbeiten über das enge Becken verfasste.

## Leben und Wirken
Carl Breus wurde als Sohn eines Militärarztes geboren. Nach dem Besuch der Schule studierte er von 1870 bis 1875 Medizin an der Universität Wien. Dort wurde er 1876 promoviert. Danach war er zunächst als Assistent am Institut für pathologische Anatomie tätig. 1878 wechselte er an die dritten geburtshilfliche Klinik in Wien unter Gustav von Braun. 1883 habilitierte er sich dort für Geburtshilfe und 1892 für Gynäkologie. In denselben Jahren wurde er zum Professor für diese Gebiete ernannt.
Breus beschrieb das Ei der zweiten Schwangerschaftswoche, das Breussche Ei, sowie das subchoriale Hämatom der Dezidua, die sogenannte Breussche Mole. Sein Hauptwerk, das sich insbesondere mit dem engen Becken befasst, Die pathologischen Beckenformen veröffentlichte er zusammen mit dem Pathologen Alexander Kolisko in drei Bänden (1899–1912). Breus verwendet 1894 als Erster den Begriff Schokoladenzysten für eine Endometriose des Eierstocks.
Er war Mitglied der Wiener Burschenschaft Silesia.

## Schriften (Auswahl)
- Zur Statistik der Behandlung der puerperalen Eklampsie mit heissen Bädern (1884)
- Das Tuberose Subchoriale Hämatom der Decidua (1892)
- Die Behandlung des Nabelschnurbruches (1893)
- Über wahre Epithel führende Cystenbildung in Uterusmyomen (1894)
- Die pathologische Beckenformen (mit Alexander Kolisko, 1899–1912)